# Bossòst
Bossòst è un comune spagnolo di 959 abitanti della Val d'Aran, situato nella comunità autonoma della Catalogna, nella provincia di Lleida.